# Scolobates nigripennis
Scolobates nigripennis là một loài tò vò trong họ Ichneumonidae.